# FC Schalke 04 (Frauenfußball)
Die Frauenfußballabteilung des FC Schalke 04 wurde erstmals im Jahr 1975 gegründet und nahm bis zur Auflösung 1987 am Spielbetrieb teil. In der Vergangenheit konnten mit fünf Westfalenmeisterschaften und zwei Westfalenpokalsiegen durchaus regionale Erfolge errungen werden, für die deutsche Meisterschaft oder den DFB-Pokal, für dessen Endrunden man sich jeweils fünf- bzw. zweimal qualifizieren konnte, reichte es jedoch nicht. Zur Saison 2020/21 wurde der Spielbetrieb wieder aufgenommen.
Derzeit ist der Seniorinnenbereich in Team I (erste Mannschaft, ehemals Team Blau) und Team II (zweite Mannschaft, ehemals Team Weiß) aufgeteilt.

## Geschichte

### DJK Eintracht Erle
1974 erfolgte die Grundsteinlegung für eine Frauenfußballabteilung in Gelsenkirchen-Erle. Das Frauenfußballverbot war seit vier Jahren außer Kraft; zuvor wurde es Frauen nicht gestattet, organisiert Fußball zu spielen. Anfänglich galten nicht dieselben Regulierungen für die Frauen wie bei den Männern: Es gab lange Winterpausen, keine Stollenschuhe, kleine und leichtere Bälle sowie eine Spielzeit von weniger als 90 Minuten. Erst waren es 70, später 80 Minuten, die Frauen pro Partie spielen durften. Die damalige DFB-Begründung lag in der "schwächeren Natur" der Frau. Die DJK Eintracht Erle erreichte gleich in der ersten Frauen-Fußballmeisterschaft das Finale. Die Deutsche Frauenmeisterschaft wurde, anders als die bereits gegründete Bundesliga, noch im Oberligen/Gauligen-System ausgetragen, wie es heute noch im Juniorenfußball zu sehen ist. So musste sich die Eintracht erst als Westfalenmeister für die Endrunde qualifizieren. Erle konnte das Finale vor 4.000 Zuschauern gegen TuS Wörrstadt nicht gewinnen. Bereits 1973 konnten die Wörrstädterinnen die erste inoffizielle deutsche Meisterschaft im sogenannten Goldpokal gewinnen.

### Die erste Ära
Der ehemalige Vereinspräsident Günter Siebert konnte sich aufgrund des Erfolges der Gelsenkirchenerinnen eine Frauenabteilung beim FC Schalke 04 gut vorstellen, auch weil der Verein in den Bundesliga-Skandal verwickelt war. Dementsprechend waren gute Nachrichten wohl willkommen. Dementsprechend wirbt Siebert bei Erle um die beiden Damenabteilungen, was schließlich auch gelang: DjK Eintracht Erle hatte durch den Erfolg der Damenabteilung finanzielle Schwierigkeiten, sodass die Übernahme durch den Nachbarn Schalke 04 gestattet wurde. Die "Ablösesumme" beinhaltete ein Gastspiel des FC Schalke 04 bei der Eintracht, wobei jegliche Einnahmen in die Vereinskasse von Erle gehen sollte. Dieses Spiel wurde schließlich von knapp 2.000 Zuschauern geschaut.
Beim Westdeutschen Fußball- und Leichtathletikverband erwirkt Siebert, dass die erste Mannschaft der nunmehr königsblauen Damen in der damaligen höchsten Liga, der Bezirksliga, starten durfte. Das anfängliche Budget für die Abteilung betrug 300 DM. Dieser Betrag sollte den Bedarf der gesamten Mannschaft decken, dennoch blickte Marion Molenkamp zurück, dass kaum eine andere Damenmannschaft so bestückt waren wie die neue Frauenabteilung Schalkes. Das Budget wurde im Anschluss auf 600 DM erhöht.
Die Frauenabteilung sollte beim Heimspiel der Herrenmannschaft den Anhängern vorgestellt werden, sodass die erste Frauenmannschaft im Parkstadion gegen SC Bad Neuenahr vor dem Bundesligaspiel der Herrenmannschaft spielen durfte. Die Frauen spielten in alten Herrentrikots der Hauptmannschaft, die deutlich zu großen waren. Vereinsintern hatte sich niemand für die Beschaffung einer passenden Ausrüstung gekümmert, in königsblau sollte dennoch gespielt werden.
Für die Frauen bedeutete der Wechsel zum FC Schalke 04 ein beträchtlicher Prestigezuwachs: bei Turnieren, wo die Frauenabteilung des FC Schalke 04 auftrat, steigerte sich das Zuschaueraufkommen. Jedoch waren unter den Zuschauermengen auch diejenigen, die sich über die Frauen lustig machen wollten. Die Ernsthaftigkeit gegenüber der Frauenabteilung, unabhängig vom Stammverein, war in den 1970ern und 1980ern noch wenig vorhanden. Die Frauen mussten sich regelmäßig rechtfertigen und sich mit diversen Sprüchen rumkämpfen. Auch im Schalker-Kreisel, der internen Vereinszeitung des Fußballclubs, konnte lange Zeit keine Freude an der Frauenabteilung finden. Jedoch wurden über die Ereignisse in der Abteilung gesprochen.

### Sportliche Erfolge und Pionierarbeit
Die Spielerinnen erfüllte die Aufgabe jedoch vor allem mit Stolz und Ehrgeiz, da es sich schließlich um Pionierarbeit handelte. In den folgenden Jahren wurde auch die Lokalpresse immer wieder auf den Erfolg der Schalkerinnen aufmerksam, die insbesondere auf sportlichen Wege Pionierarbeit in der Region leistete. 1977, 1980, 1981, 1984 und 1985 konnten die Frauen des FC Schalke 04 die Westfalenmeisterschaft gewinnen und diese somit zumindest einmal verteidigen. Ansonsten landete man auf dem zweiten Platz hinter dem TSV Siegen, gegen den man durchweg im Finale um die Meisterschaft antreten musste. Beide Mannschaften, Schalke und Siegen, dominierten in den späten 1970ern und frühen 1980ern den westfälischen Fußball. Nach der Auflösung der Frauenabteilung Schalkes holte Siegen bis 1990 stets den Pokal. Mit der Westfalenmeisterschaft qualifizierte man sich zudem für die deutsche Meisterschaft, welche man jedoch nie gewinnen konnte. Unter dem Namen FC Schalke 04 kam man nie über das Viertelfinale hinaus, welches man fünf Mal erreichte. Auch qualifizierte man sich mit dem Westfalenpokal für den DFB-Pokal, doch auch hier kam man nie über die erste Runde hinaus, welche man durch den zweimaligen Westfalenpokalsieg zweimal erreichen konnte.
Der Erfolg ließ das Interesse an der Abteilung des Vereins wachsen, sodass insbesondere die zweite Damenmannschaft stetig wuchs und auch eine Schülermannschaft für Nachwuchsspielerinnen eingerichtet wurde. Die Frauenabteilung wuchs infolgedessen auf 100 Mitglieder an. Über Nachwuchsprobleme konnte man sich nicht beschweren. Das Einzugsgebiet wuchs in der Folgezeit weiter an, sodass auch Spielerinnen aus anderen Städten des Ruhrgebietes angezogen wurden. Der größte Konkurrent der Schalkerinnen war ETuS Gelsenkirchen, gefolgt von Borussia Scholven. Durch den wachsenden Kader stiegen jedoch auch die Kosten, sodass die Kasse der Abteilung teilweise knapp wurde, jedoch durch Freundschaftsspiele ausgebessert werden konnte.
Die Ausländerregelung hätte dem Verein beinahe zum Verhängnis werden können: diese besagte, dass nur zwei Spieler bzw. Spielerinnen ausländischer Abstammung auf dem Platz stehen darf. Mit Marion Molenkamp befand sich bereits eine Niederländern und damit eine Ausländerin im Team, die jedoch rechtzeitig zu den Verpflichtungen von den beiden Engländerinnen Sue Holt und Sandy Howells die deutsche Staatsbürgerschaft erhielt. So griff die Ausländerregelung nicht.
Auch wenn die Frauenabteilung – abgesehen von der nicht gewonnen deutschen Meisterschaft – in dieser Zeit erfolgreich war, war die Tätigkeit finanziell gesehen nicht sonderlich lukrativ. Trotzdem reisten die Spielerinnen zu nationalen wie internationalen Turnieren und brachten Trophäen zurück nach Gelsenkirchen. Den Spielerinnen standen nach eigenen Angaben neben dem sportlichen Erfolgen besonders auch die Kameradschaft an erster Stelle.

### Umzug von Erle nach Buer
Die Bezirkssportanlage an der Oststraße von Eintracht Erle war bis 1979 das Trainingsgelände der Frauenabteilung, bis diese auf die Platzanlage der SSV Buer umzogen. Auf dem Vereinsgelände des FC Schalke 04 trainierten die Damen nie. Bis zu dem Umzug nach Buer mussten die königsblauen Spielerinnen stets nach Gelsenkirchen-Heßler ausweichen, sobald es zu einem Endspiel um die deutsche Meisterschaft kam. Die Oststraße genügte den Statuten des DFBs nicht. Der Umzug nach Buer hatte jedoch negative Auswirkungen auf das Interesse an den Frauen, da insbesondere in Erle Nachbarn, Freunde und Familie der Spielerinnen zu den Heimspielen kamen. In Buer war es den meisten zu weit und die Buerer hatten keinen sonderlichen Bezug zur Frauenabteilung des S04.

### Auflösung der Frauenabteilung
1981 und 1983 spielten die Knappen der ersten Herrenmannschaft in der zweiten Fußball-Bundesliga. Durch die Auf- und insbesondere Abstiege der ersten Herrenmannschaft spitzte sich die finanzielle Situation des FC Schalke 04 zu, sodass Günter Siebert zu drastischen Sparmaßnahmen greifen musste. Unter den Maßnahmen wurde auch die Auflösung der Damenmannschaft mit inbegriffen. Die Spielerinnen blieben kurzerhand in Gelsenkirchen und schlossen sich der SSV Buer an, auf dessen Vereinsgelände man schließlich auch sportlich aktiv war. Sowohl Eintracht Erle als auch der SSV Buer existieren heute noch.

### Neugründung der Abteilung 2021
Zur Saison 2020/21 begann die zweite Ära des Frauenfußballs auf Schalke, nachdem erneut eine Frauenabteilung samt Mannschaft ins Leben gerufen wurde. Ziel ist es voranging gewesen, im Breitensport aktiv zu sein und die Abteilung wachsen zu lassen.
Im Sommer 2022 verkündete Schalke-Sportvorstand Peter Knäbel, dass fortan eine "Direktion Fußball Frauen" aufgebaut werden soll. Derzeit gibt es bei S04 eine 1. Mannschaft, eine U21, eine U17 und eine U11, jedoch soll die Abteilung in der Zukunft deutlich ausgebaut werden. Dafür lädt der Verein auch zu Sichtungseinheiten für junge Frauen und Mädchen ein, die die Abteilung der Frauen beim FC Schalke 04 verstärken sollen. Jedoch sei ein kurzfristiger und schneller Aufstieg in die Bundesliga, so Knäbel, kein priorisiertes Ziel. Zudem hatte der Verein die Übernahme einer höherklassigen Mannschaft geprüft, jedoch abgelehnt. Gleichermaßen ist auch der Lokalrivale aus Dortmund vorgegangen. Beide Vereine streben daher eine geduldige und langfristige Phase an.
Die erste Saison während der COVID-19-Pandemie wurde (auf Platz 1 liegend) abgebrochen. In der Saison 2021/22 belegte man dann mit der zweiten Mannschaft, die Meister wurde, die ersten beiden Plätze, so dass eine Mannschaft aufsteigen konnte. Auch in der folgenden Bezirksliga-Saison stieg man direkt in die Landesliga auf. Auch in der Saison 2023/24 wurde man Meister und stieg in die viertklassige Westfalenliga auf. Hier wird es erstmals seit der Wiederbelebung der Schalker Frauenfußballmannschaft zum Revierderby gegen Borussia Dortmund kommen.
Die zweite Mannschaft Team II wurde von 2022 bis 2024 unter Trainer Boris Liebing durchgehend Meister. In der Saison 2022/23 stieg man von der Kreis- in die Bezirksliga, in der darauffolgenden Saison 2023/24 von der Bezirks- in die Landesliga. Während Liebing zur Saison 2024/25 die Abteilungsleitung des Schalker Frauenfußballbereichs übernahm, wurde Marcell Rosa aus dem Trainerteam des Zweitligisten FSV Gütersloh als Cheftrainer für Team II verpflichtet.

## Statistik
Grün unterlegte Spielzeiten markieren einen Aufstieg, rot unterlegte Spielzeiten einen Abstieg.
| Saison  | Liga                  | Platz       | S  | U | N | Tore   | Punkte | DFB-Pokal | Westfalenpokal | Kreispokal  |
| ------- | --------------------- | ----------- | -- | - | - | ------ | ------ | --------- | -------------- | ----------- |
| 2020/21 | Kreisliga A HER/GE    | abgebrochen | 06 | 0 | 0 | 015:03 | 18     | –         | –              | abgebrochen |
| 2021/22 | Kreisliga A HER/GE    | 2.          | 18 | 1 | 1 | 129:04 | 55     | –         | –              | 2. Runde    |
| 2022/23 | Bezirksliga Staffel 5 | 1.          | 23 | 2 | 1 | 107:16 | 71     | –         | –              | Sieger      |
| 2023/24 | Landesliga Staffel 3  | 1.          | 21 | 4 | 1 | 072:20 | 67     | –         | Viertelfinale  | Sieger      |
| 2024/25 | Westfalenliga         | 2.          | 22 | 3 | 1 | 088:15 | 69     | –         | Finale         | Sieger      |
| 2025/26 | Westfalenliga         |             |    |   |   |        |        | –         |                |             |

## Kader

### Erste Mannschaft (Team I)
| Nr.              | Nat.               | Spieler           | Geburtsjahr | Im Verein seit |
| ---------------- | ------------------ | ----------------- | ----------- | -------------- |
| Tor              |                    |                   |             |                |
| 21               | Deutschland        | Sophie Kleinpas   | 2005        | 2024           |
| 15               | Deutschland        | Julia Matuszek    | 2003        | 2024           |
| Abwehr           |                    |                   |             |                |
| 50               | Deutschland        | Antonia Heilker   | 2007        | 2024           |
|                  |                    | Maja Hünnemeyer   |             |                |
|                  | Turkei Deutschland | Meltem Karadag    | 1997        | 2024           |
| 24               | Deutschland        | Shari Noffke      | 1992        | 2023           |
|                  |                    | Holly Pels        |             |                |
|                  |                    | Pia Rybacki       |             |                |
|                  |                    | Nele Schmidt      |             |                |
|                  |                    | Lilly Stojan      |             |                |
| Mittelfeld       |                    |                   |             |                |
| 11               | Deutschland        | Pia Beyer         | 2000        | 2024           |
| 02               | Deutschland        | Nathalie Bollmann | 1995        | 2022           |
|                  |                    | Jule Dallmann     |             |                |
|                  |                    | Pauline Dallmann  |             |                |
|                  |                    | Lucy Karwatzki    |             |                |
| 54               | Deutschland        | Carolin Mai       | 2005        | 2024           |
|                  |                    | Joana Merten      |             |                |
| 60               | Deutschland        | Dana Salic        | 2008        | 2024           |
|                  |                    | Lea Wilting       |             |                |
| Sturm            |                    |                   |             |                |
|                  |                    | Mandy Islacker    |             |                |
| 07               | Deutschland        | Celina Jürgens    | 2002        | 2023           |
|                  |                    | Jolina Opladen    |             |                |
|                  |                    | Laura Radke       |             |                |
|                  |                    | Alessandra Vogel  |             |                |
| Stand: 19.7.2025 |                    |                   |             |                |

## Erfolge

### Titel
- Westfalenmeisterschaft
  - 1977, 1980, 1981, 1984, 1985
- Westfalenpokal[22]
  - 1982, 1984
- Kreispokal Gelsenkirchen/Herne
  - 2023[23], 2024[24], 2025[25]

### Teilnahmen
- deutsche Meisterschaft[26]
  - 1974 Finale (0:4 gegen TuS Wörrstadt als DJK Eintracht Erle)[27]
  - 1977 Viertelfinale (1:3 gegen SC Freiburg)
  - 1980 Viertelfinale (1:4 gegen FC Bayern München)
  - 1981 Viertelfinale (0:4 gegen TuS Wörrstadt)
  - 1984 Viertelfinale (4:5 gegen SC 07 Bad Neuenahr)
  - 1985 Viertelfinale (0:9 gegen SSG 09 Bergisch Gladbach)
- DFB-Pokal[28]
  - 1982/83 Achtelfinale (0:5 gegen KBC Duisburg)
  - 1984/85 Achtelfinale (0:1 gegen KBC Duisburg)